# Haderslebener Förde
Die Haderslebener Förde (dänisch Haderslev Fjord) ist eine etwa 15 km lange, schmale und gewundene Förde an der Ostseite der Kimbrischen Halbinsel, die vom Kleinen Belt aus in das Innere von Jütland zur Stadt Hadersleben einschneidet.

## Geographie
Der Eingang des Gewässers liegt am Kleinen Belt zwischen Ørbygrund und Knudegrund nordwestlich von Årø. Die Tiefe der Förde beträgt weniger als 2 m, außer in einer Fahrrinne mit 5 m Wassertiefe, die zum Hafen von Hadersleben führt. Im Hafen beträgt die Wassertiefe 5,5 m. Das Gewässer ist an der breitesten Stelle etwa 600 m breit, an den schmalsten Stellen weniger als 100 m.
Die Förde ist über den Møllestrøm durch Hadersleben mit dem Haderslebener Damm verbunden.
Auf der Südseite der Förde liegt das Dorf Starup, das im 11. Jahrhundert ein wichtiges Handelszentrum war.

## Geschichte
In der Eisenzeit war die Einfahrt zur Förde mit Seesperren versperrt.
Der Hafen von Hadersleben wird zurzeit von einem Handels- und Verkehrshafen in einen Sportboothafen und ein Gebiet mit Wohn- und Erholungseinrichtungen umgewandelt.